# Encratora
Encratora é um gênero de mariposa pertencente à família Acrolepiidae.